# Бирлик (Жетысайский район)
Бирлик (каз. Бірлік) — село в Жетысайском районе Туркестанской области Казахстана. Входит в состав сельского округа Шаблана Дильдабекова. Код КАТО — 514449280.

## Население
В 1999 году население села составляло 722 человека (362 мужчины и 360 женщин). По данным переписи 2009 года, в селе проживало 888 человек (442 мужчины и 446 женщин).